# Faja (náutica)
En los antiguos cascos de los barcos de vela la faja era la zona longitudinal del costado limitada a las dos líneas que definían los cantos altos y los bajos de las portas de los cañones cuando, como se hacía con frecuencia, se pintaban de blanco, en tanto que el resto de los costados lo iban de negro.

## Faja acorazada, blindada o protectriz
La que llevaban los acorazados y cruceros acorazados en la línea de flotación para proteger su flotabilidad después del combate.
Estaba formada por una o dos tracas de placas de acero especial, de un espesor relativamente grande respecto a las demás que constituían el forro exterior del casco y que formaban una cintura que protege de los proyectiles enemigos una zona de los costados que se extendía más o menos por encima y por debajo de la línea de flotación. Podía o no extenderse a todo lo largo del buque: en el primer caso era de menos grueso en las extremidades y en el segundo se limitaba a que protegiera la región central, en la que se instalaban los aparatos motor y evaporador.

## Faja de bote
Tejido de cáñamo de unos 20 cm de anchura, forrado de lona, y de longitud suficiente, que se empleaba para trincar los botes cuyo puesto de mar eran los pescantes. Cada bote llevaba dos fajas, una por pescante, que rodeándolo, lo fijaban a una traviesa longitudinal de madera trincada a dichos pescantes.

## Faja de una vela
Refuerzo de lona, cosido a una vela en los sitios donde trabaja más a fin de aumentar su resistencia y duración. Reciben nombres distintos según el lugar donde están.